# Pareuchaetes misatlensis
Pareuchaetes misatlensis is een beervlinder uit de familie van de spinneruilen (Erebidae). De wetenschappelijke naam van de soort is voor het eerst geldig gepubliceerd in 1956 door Rego Barros.